# الرومانية الكاثوليكية في فلسطين

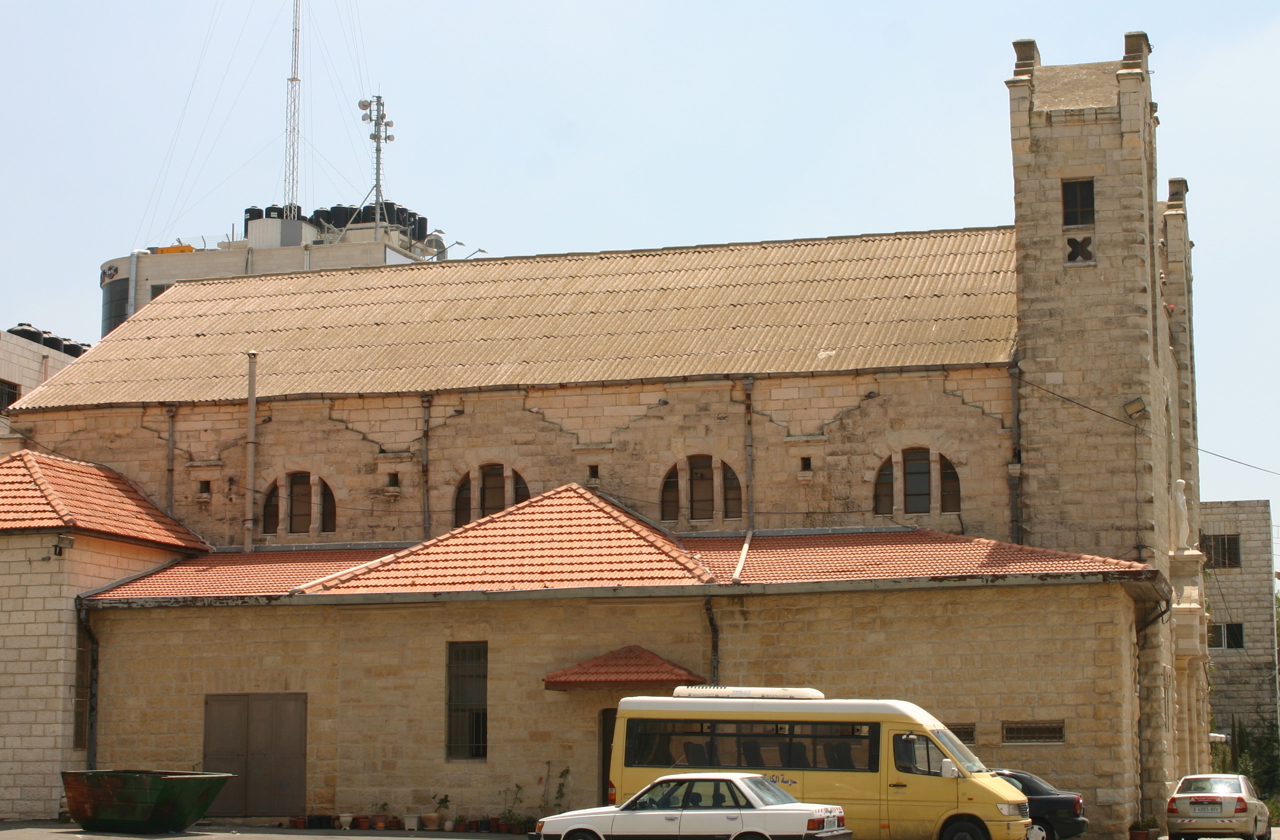
كنيسة العائلة المقدسة للاتين في رام الله.

الكنيسة الكاثوليكية الفلسطينية هي جزء من الكنيسة الكاثوليكية العالمية في ظل القيادة الروحية للبابا في روما، ويشكل الكاثوليك ثاني كبرى الطوائف المسيحيَّة في دولة فلسطين، وتشكل الطائفة الرومانية الكاثوليكية حصة الأسد من طوائف الكاثوليك؛ وتتمثل في كنيسة اللاتين في القدس التي يرأسها البطريرك فؤاد طوال ويشكل أتباع هذه الكنيسة 30.5% من مسيحيي الأراضي الفلسطينية، من ثم كنيسة الروم الكاثوليك وهي حوالي 5.7% من مسيحيي فلسطين. كما أن هناك العديد من الطوائف الأخرى مثل الموارنة والسريان الأرثوذكس والسريان الكاثوليك والأقباط، ولهذه الكنائس وجود تاريخي في فلسطين التاريخية. في الأراضي الفلسطينية يتركز الكاثوليك في ما يُعرف بالمثلث المسيحي في بيت لحم وبيت جالا وبيت ساحور وبدرجة أقل في رام الله وبيرزيت والبيرة وسائر المدن الفلسطينية. وتعد بلدة الطيبة البلدة الوحيدة التي جميع سكانها من المسيحيين في الأراضي الفلسطينية. وتدير الكنيسة الكاثوليكية عددًا من المدارس وعدد من الفنادق وجامعة كاثوليكية وهي جامعة بيت لحم ومراكز النشاط الاجتماعي ومستشفيات وسواها هي ثلث الخدمات الطبية في الضفة الغربية على سبيل المثال.